# Musculus depressor labii inferioris
De musculus depressor labii inferioris is een spier die loopt van de onderkaak tot aan de onderlip. De precieze oorsprong is de basis mandibulae onder het foramen mentale met de onderlip en kin als aanhechting. De spier wordt geïnnerveerd door de nervus facialis. Deze spier trekt de onderlip naar onderen.